# ماری فاستینگ
ماری فاستینگ (انگلیسی: Mari Fasting؛ زادهٔ ۱ مارس ۱۹۸۵) ورزشکار جهت‌یابی اهل نروژ است.
وی در مسابقات کشوری و بین‌المللی در مجموع برندهٔ ۳ مدال طلا، ۲ مدال نقره، ۲ مدال برنز شده‌است.